# 现实建构主义
现实建构主义（英语：Realist constructivism）是一种诞生于21世纪初的国际关系理论，它融合了现实主义和建构主义的核心理论观点，其基本理论内核是“权力政治的社会建构”。它目的是考察国家行为体如何使用不同的权力形式（硬实力、软实力和巧实力）来建构不同性质的国际政治。一些学者将其运用到了全球治理研究中。 2003年，塞缪尔·巴尔金（Samuel Barkin）在《国际研究评论》（International Studies Review）发表了《现实建构主义》一文，试图融合现实主义与建构主义，以建立“现实建构主义。 2004年，该期刊专门开辟了学术论坛，评论巴尔金提出的理论主张，并就“现实建构主义”可能的理论路径进行探讨。